# Hálózati processzor

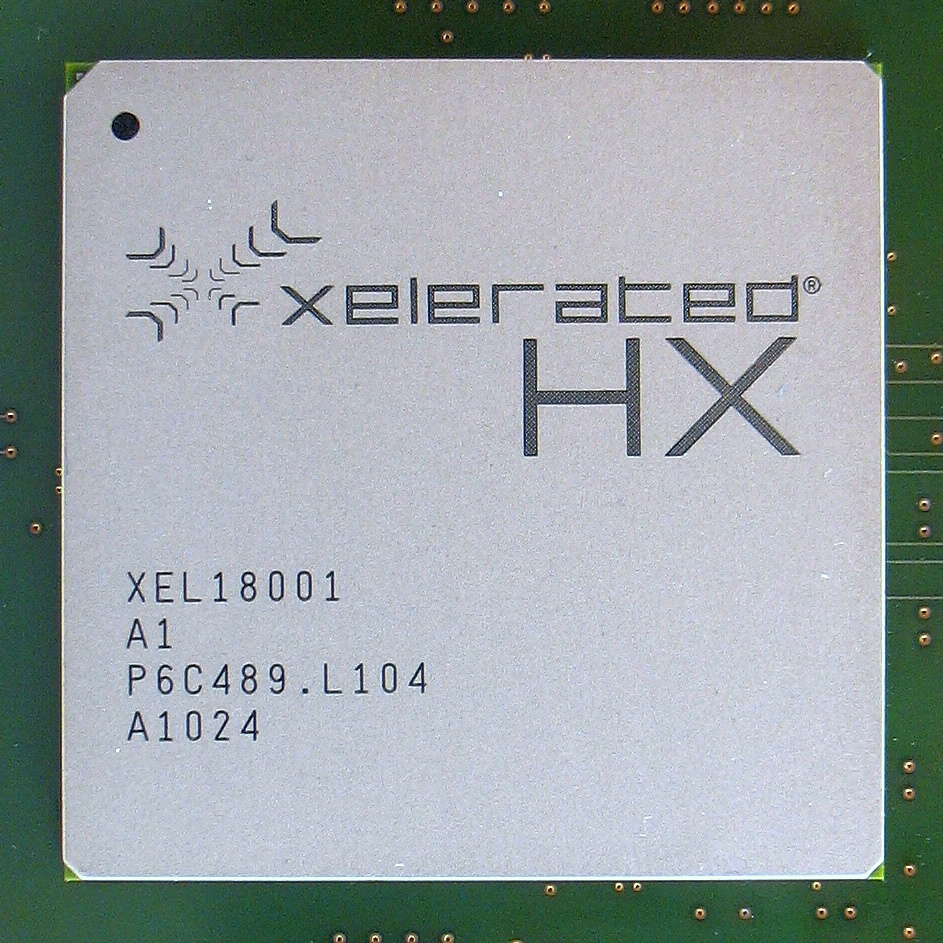
100 Gbit/s sebességű Xelerated HX hálózati processzor

A hálózati processzor (vagy NPU, ami a Network Processing Unit rövidítése) olyan programozható mikroprocesszor, amelynek célja a kommunikációs hálózatok használatának felgyorsítása azáltal, hogy bizonyos, általában magas szintű vagy gépi kódban implementált hálózati funkciókat vagy algoritmusokat közvetlenül integrált áramkörökben valósít meg. Leggyakoribb feladata a hálózatok adatcsomagjainak feldolgozása és továbbítása, a processzorok felépítését és programozását leggyakrabban ezekre a feladatokra optimalizálják.
A hálózati processzorok sok csomagot tudnak egyszerre és egymástól függetlenül feldolgozni olyan technikák segítségével, mint a masszív párhuzamos feldolgozás és a futószalagos feldolgozás. A jelenlegi processzorok ebből eredő vezetékes adatátviteli sebessége elérheti a 200 Gbit/s-t duplex módban (2013-as állapot szerint).

## Fordítás
- Ez a szócikk részben vagy egészben  a   Processeur reseau című francia Wikipédia-szócikk ezen változatának fordításán alapul.  Az eredeti cikk szerkesztőit annak laptörténete sorolja fel. Ez a jelzés csupán a megfogalmazás eredetét és a szerzői jogokat jelzi, nem szolgál a cikkben szereplő információk forrásmegjelöléseként.
- Ez a szócikk részben vagy egészben  a   Netzwerkprozessor című német Wikipédia-szócikk ezen változatának fordításán alapul.  Az eredeti cikk szerkesztőit annak laptörténete sorolja fel. Ez a jelzés csupán a megfogalmazás eredetét és a szerzői jogokat jelzi, nem szolgál a cikkben szereplő információk forrásmegjelöléseként.